# Kirchenpaueria halecioides
Kirchenpaueria halecioides is een hydroïdpoliep uit de familie Kirchenpaueriidae. De poliep komt uit het geslacht Kirchenpaueria. Kirchenpaueria halecioides werd in 1859 voor het eerst wetenschappelijk beschreven door Alder. 